# Nevtron
Nevtrón je hadron brez električnega naboja z maso 1,675 · 10-27 kg. Nevtroni skupaj s protoni sestavljajo atomska jedra, izjema je le jedro najpogostejšega izotopa vodika 1H, ki ga sestavlja en sam proton, zato protone in nevtrone skupno imenujemo nukleoni. Jedra z enakim številom nevtronov se imenujejo izotoni (podobno kot so jedra z enakim številom protonov izotopi). Zunaj jedra, ko nevtronov ne vežejo močne jedrske sile, nevtroni niso stabilni in razpadejo z razpolovnim časom približno 15 minut na proton, elektron in elektronski antinevtrino. Opisani razpad β poteka tudi v nekaterih nestabilnih jedrih. Nevtron uvrščamo med barione; sestavljajo ga trije kvarki, en kvark »gor« in dva kvarka »dol«.